# جوجل إيرث
جوجل إيرث (بالإنجليزية: Google Earth) هو برنامج كمبيوتر يعرض تمثيلًا ثلاثي الأبعاد للأرض استنادًا بشكل أساسي إلى صور القمر الصناعي. يقوم البرنامج بتخطيط الأرض من خلال تركيب صور الأقمار الصناعية والتصوير الجوي وبيانات نظام المعلومات الجغرافية على كرة أرضية ثلاثية الأبعاد، مما يسمح للمستخدمين برؤية المدن والمناظر الطبيعية من زوايا مختلفة. يمكن للمستخدمين استكشاف الكرة الأرضية عن طريق إدخال العناوين والإحداثيات، أو باستخدام لوحة المفاتيح أو الماوس. يمكن أيضًا تنزيل البرنامج على هاتف ذكي أو جهاز لوحي، باستخدام شاشة تعمل باللمس أو قلم للتنقل. يمكن للمستخدمين استخدام البرنامج لإضافة بياناتهم الخاصة باستخدام لغة تعليم كي هول وتحميلها من خلال مصادر مختلفة، مثل المنتديات أو المدونات. برنامج جوجل إيرث قادر على عرض أنواع مختلفة من الصور المتراكبة على سطح الأرض وهو أيضًا عميل خدمة خرائط الويب. في عام 2019، كشفت جوجل أن البرنامج يغطي الآن أكثر من 97 بالمائة من العالم، وقد التقط 10 ملايين ميل من صور التجوّل الافتراضي.

## نبذة عامة
قام جوجل إيرث بعرض صور مختلفة بالأقمار الصناعية لسطح الأرض، مما يسمح للمستخدمين أن يروا أشياء مثل المدن والبيوت ناظرين عموديا إلى أسفل أو بزاوية منحرفة بمنظور رؤية عين الطائر تعتمد غالبا إتاحة درجة قرب الصورة على درجة الأهمية والشعبية، ولكن في معظم الأرض (ما عدا بعض الجزر) مغطاه بدرجة قرب تصل إلى 15متر. ملبورن، فيكتوريا؛ لاس فيغاس، نيفادا، وكامبردج، تشمل الأمثلة على أعلى قرب للصورة، من 15 سم (6 بوصات). تسمح جوجل الأرض للمستخدمين بالبحث عن عناوين لبعض البلدان، ويتم تنسيق الدخول، أو لمجرد استخدام الماوس لتصفح الموقع.
الأجزاء الكبيرة من سطح الأرض متاحة فقط بصورة ثنائية الأبعاد من تصوير يكون غالبا عمودي. مشاهدة هذا من زاوية منحرفة، هو من منظور إدراكي للأشياء التي تكون بعيدة أفقيا وترى صغيرة، ولكنه بالطبع مثل مشاهدة صورة كبيرة، وهي ليست مثل مشاهدة الصورة الثلاثية الأبعاد تماما.
و لبعض الأجزاء الأخرى من سطح الكرة الأرضية فإن الصور الثلاثية الأبعاد للتضاريس والمباني تكون متاحة. تستخدم جوجل إيرث نماذج كاميرات رقمية للارتفاعات، لبيانات تم جمعها من قبل ناسا وذلك يعني أنه يمكن مشاهدة الجراند كانيون أو جبل افيرست بصورة ثلاثية الأبعاد وليست ثنائية كما في بعض المناطق الأخرى. منذ تشرين الثاني / نوفمبر 2006، تحسنت رؤية مشاهد كثيرة لعدد جبال من ضمنها جبل إفرست وذلك باستخدام بيانات تكميلية عن طريق كاميرات رقمية للارتفاعات وذلك لملئ الفجوة بين تغطية رادار مكوك بعثة ناسا الطبوغرافية SRTM 
يستخدم الكثير من الناس التطبيقات لإضافة بيانات خاصة بهم، لجعلها متاحة من خلال مصادر متعددة مثل نظم Bulletin Board أو المدونات المذكورة في القسم أدناه.تستطيع جوجل إيرث أن تظهر كل أنواع الصور التي تغطي سطح الأرض وأيضا خدمة خريطة الإنترنت للعملاء.تدعم جوجل إيرث إدارة البيانات الجغرافية الثلاثية الأبعاد من خلال بنية اللغة الخاصة بكي هول كيه إم إل
لدي جوجل إيرث القدرة على إظهار صورة ثلاثية الأبعاد للمباني والمنشآت (مثل الجسور)، والتي تتكون من موافقة المستخدم علي استعمال نموذج لبرنامج ثلاثي الأبعاد سكتش أبفي الإصدارات السابقة لجوجل إيرث (قبل نسخة 4) كانت صور المباني ثلاثية الأبعاد تقتصر علي بعض المدن وبأداء فقير وبدون بنية.العديد من المباني والمنشآت من مختلف أنحاء العالم الآن لها تفاصيل ثلاثية الأبعاد، بما فيهم (و لكن ليست مقتصرة عليهم) المباني الموجودة في الولايات المتحدة، كندا، أيرلندا، الهند، اليابان، المملكة المتحدة،  ألمانيا، وباكستان والمدن، وأمستردام والإسكندرية. في أغسطس 2007 أصبحت هامبورغ أول مدينة ظاهرة كليا بالصور الثلاثية الأبعاد وذلك متضمنا بنية الصورة كما في الواجهات. تم إضافة مدينة ويستبورت الأيرلندية لجوجل إيرث الثلاثي الأبعاد في 16 يناير 2008.نموذج «ويستبورت الثلاثي الأبعاد» صممته شركة تصوير ثلاثي الأبعاد تدعي AM3TD مستخدمة تكنولوجيا المسح بالليزر من مسافات طويلة والتصوير الرقمي وذلك هو النموذج الأول الذي يتم تصميمه لمدينة أيرلندية.و كما أنه تم تطويره في البداية لمساعدة الحكومة المحلية لتنفيذ مهام تخطيطها للمدينة وذلك يتضمن أعلي جودة لبنية صورة واقعية والتي يمكن العثور عليها في أي مكان في جوجل إيرث.التصاميم الثلاثية الأبعاد متاحة لبعض المباني والمنشآت حول العالم من خلال موقع جوجل 3D Warehouse  وغيرها من المواقع.
أضافت جوجل مؤخرا ميزة تسمح للمستخدمين بمراقبة سرعة حركة المرور في وقتها عن طريق دوائر كهربائية مثبتة كل 200 ياردة.في النسخة 4.3 التي تم إصدارها في 15 أبريل 2008، أصبح جوجل عارض الشارع مكمل تماما للبرنامج وسامحا له ان يزود مستوي رؤية للشارع في مواقع كثيرة.
في 17 يناير 2009، تم عمل تحديث كامل لجوجل إيرث الخاص بصور قاع المحيط بصور جديدة من SIO, NOAA, US Navy, NGA و GEBCO. تسببت الصور الجديدة في جعل الجزر أصغر، مثل بعض الجزر المرجانية في جزر المالديف لتصبح غير مرئية بالرغم من انه تم تحديد شواطئها تماما.

### اللغات
منذ النسخة 5.0 وأصبح جوجل إيرث متوفر بـ 37 لغة (أربع منهم بتهجئتين مختلفتين):
| - اللغة العربية - البلغارية - الكاتالوينية - الصينية (اللغة التقليدية) - الصينية (المبسطة) - الكرواتية - التشيكية - الدانمركية - الهولندية - الإنجليزية (الاميركي) - الإنجليزية (بريطانيا) - الفلبينية - الفنلندية - الفرنسية - الألمانية | - اليونانية - العبرية - الهندية - المجرية - الأندونيسية - الإيطالية - اليابانية - الكورية - اللاتفية - اللتوانية - النرويجية - البولندية - البرتغالية (البرتغال) - البرتغالية (البرازيل) - الرومانية | - الروسية - الصربية - السلوفاكية - السلوفانية - الأسبانية (أسبانيا) - الأسبانية (أمريكا اللاتينية) - السويدية - تايلاندية - التركية - الأوكرانية - الفيتنامية |

## أهم الميزات

### التكامل بين ويكيبيديا وبانوراميو
في ديسمبر 2006 أضافت جوجل إيرث طبقة جديدة تسمى «الويب الجغرافي» وتتضمن ذلك اندماج ويكيبيديا مع بانوراميو في ويكيبيديا، يتم تعديل المدخلات ليتم تنسيقها قالب:Srlinkمن خلال Template:Coordكما أن هناك طبقة للمجتمع في مشروع ويكيبيديا العالم. إحداثيات أكثر مستخدمة، وأنواع مختلفة في العرض ولغات مختلفة مدعمة أكثر من المثبتة داخليا في طبقة ويكيبيديا. انظر: * ديناميكية resp.  الطبقة الساكنة. أعلنت جوجل 30 مايو 2007 أنها تمتلك بانوراميو.

### جهاز محاكاة الطيران
منذ نسخة جوجل الأرض v4.2، تم ادراج محاكاة الطيران كميزة خفية. ويتوقف ذلك على النظام، ويمكن الوصول عن طريق الضغط على Control+Alt+A, Control+A أو Command+Option+A وبعد أن يتم تنشيط تلك الميزة لمرة واحدة على الأقل تصبح ظاهرة في قائمة الأدوات.منذ النسخة 4.3 أًصبح الخيار غير خفي افتراضيا. في الوقت الحالى طرازين إف-16 فايتنغ فالكون وCirrus SR-22 هي الطائرة الوحيدة التي يمكن استخدامها، إضافة إلى عدد قليل من المطارات. ومن الممكن أيضا للسيطرة على جهاز محاكاة مع ذراع التحكم أو الماوس، وإن لم تكن كل الموديلات مدعومة حاليا.
فإن من سمات محاكاة الطيران لجوجل إيرث القدرة على السفر إلى أي من المواقع المدعمة في العالم. يمكن لقائد الطائرة أن يختار أي موقع ليبدأ الطيران أو محاولة الهبوط برحلة إلى الأرض في أي مكان من العالم.وقت الطيران غير سريع للغاية، حيث أنه يستغرق من اف 16 عند أقصي سرعة 60 دقيقة على الأقل ليحلق من شاطيء لشاطيء في الولايات المتحدة، ويمكن للطائرة الهبوط الي أي مستوي لسطح الأرض (و ذلك يشمل تحت المحيط في نسخة جوجل 5.0) طالما ان الطائرة تحلق بأقل من 250 عقدة وتنخفض إلى اقل من 2.000 قدم في الدقيقة عند لمس الأرض.

#### الطائرات المقدمة
- إف-16 فايتنغ فالكون -سرعة أعلى بكثير من الحد الأقصى لارتفاع Cirrus SR-22، ولها القدرة على الطيران بسرعة 1,300 عقدة تقريبا بالقرب من مستوى الأرض. [بحاجة لمصدر]
- المعلاق ريال - 22 Cirrus SR-22 - على الرغم من أنها أبطأ وذات مستوي طيران أكثر انخفاض، فإن SR-22 أسهل بكثير في التعامل معها ومفضلة للمشاهد القريبة في صور جوجل إيرث.

### الشكل الخاص بالسماء

جوجل الأرض في طريقتة للنظر إلى السماء في ويندوز فيستا

جوجل سكاي هو ميزة تم عرضها في جوجل إيرث 4.2 في 22 أغسطس 2007، وهي تسمح للمستخدمين لمشاهدة النجوم وغيرها من الأجرام السماوية. وقد انتجته جوجل من خلال شراكة مع معهد علوم تلسكوب الفضاء(STScI) في بالتيمور، في مركز العمليات العلمية لتلسكوب الفضاء هابل.الدكتور البرتو كونتي وشريكه المطور الدكتور كارول كريستيان من STScI وضعوا خطة لإضافة الصور الشهيرة منذ 2007، فضلا عن صور ملونة لكل البيانات الأرشيفية من الكاميرا المتقدمة لهابل الخاصة بعمل المسح.صور جديدة تم إصدارها من قبل هابل ليتم إضافتها لبرنامج جوجل سكاي بمجرد إصدارها.
ميزات جديدة مثل بيانات متعددة الطول الموجي، ومواقع للأقمار الصناعية الرئيسية ومدارتها فضلا عن ان مواردها التعليمية سوف تزود لمجتمع جوجل إيرث وأيضا من خلال موقع كريستيان وكونتي للسماء.كما أنه أيضا ظاهر في الشكل الخاص بالسماء مجموعات النجوم، النجوم والمجرات ورسوم متحركة للكواكب في مدارتها.و هناك جوجل سكاي المباشر وهو مزج ل astronomical transients حديثة مستخدما بروتوكول VOEvent والذي تم تزويده عن طريق التعاون مع VOEventNet.يجري تحديث خرائط غوغل إيرث كل 5 دقائق.
تواجه جوجل سكاي منافسة من تليسكوب مايكروسوفت العالمي (الذي يعمل فقط مع نظام تشغيل مايكروسوفت ويندوز) ومن برنامج Stellarium (برنامج حاسوبي)، وهو برنامج planetarium حر مفتوح المصدر والذي يعمل مع مايكروسوفت ويندوز وماك أو أس عشرة ولينكس.
في 13 مارس 2008 قدمت جوجل بعمل نسخة من غوغل سكاي بقاعدة علي الشبكة ومتاحة في http://www.google.com/sky/.

### رؤية الشارع
في 15 أبريل 2008 ومع النسخة 4.3، أكملت جوجل جوجل ستريت فيو الخاص بها علي جوجل إيرث.
تزود جوجل رؤية الشارع بمستوي رؤية بانورامية °360 للشارع وتسمح للمستخدم بمشاهدة أجزاء من مدن مختارة والمناطق الحضرية المحيطة بها علي مستوي أرضي.عندما بدأت في 25 مايو 2007 خدمة خرائط جوجل، لم يكن متاح سوى خمس مدن. ومنذ ذلك الحين توسعت لأكثر من 40 مدن أمريكية، ويتضمن العديد من الضواحي، وفي بعض الحالات غيرها من المدن القريبة. يجري عمل تحديث الآن لاستكمال رؤية الشارع" Street View" في معظم المدن الرئيسية في أستراليا ونيوزلندا وكذلك أجزاء من اليابان وأسبانيا وفرنسا والمملكة المتحدة وهولندا وإيطاليا.
عند عمل جوجل رؤية الشارع يتم عرض الصور التي سبق أن اتخذتها كاميرا محمولة على السيارات، ويمكن عرضها باستخدام الماوس للنقر علي رمز الصورة المعروضة علي الشاشة في اتجاهك للجولة.باستخدام تلك الأجهزة، يمكن مشاهدة الصور في أحجام مختلفة، من أي اتجاه، ومن زوايا مختلفة.

### المحيط
تم تقديم في نسخة 5.0 (فبراير 2009) ميزة  جوجل المحيط  والتي تسمح للمستخدمين بمشاهدة عن قرب تحت سطح المحيط وعرض قياس الأعماق ثلاثي الأبعاد تحت الأمواج.داعما أكثر من 20 طبقة من المحتويات والتي تحتوي علي معلومات من كبار العلماء ومختصو علم المحيطات. وفي 14 أبريل 2009 أضافت غوغل بيانات لتضاريس تحت المياه للبحيرات الكبري.

### صور تاريخية
تم تقديم في النسخة 5.0، صور تاريخية تسمح للمستخدمين للرجوع بالزمن ودراسة المراحل الأولي لأي مكان.هذه الميزة مفيدة جدا لأغراض البحوث التي تحتاج إلى تحليل سجلات الماضي لأماكن مختلفة.

### المريخ
جوجل إيرث 5 يشمل كرة جغرافية منفصلة لكوكب المريخ والتي يمكن عرضها وتحليلها من أحل أغراض بحثية.الخرائط هي ذات جودة أعلي منها في نسخة المتصفح الخاصة بجوجل المريخ وهي تشمل أيضا تصميمات ثلاية الأبعاد لتضاريس المريخ. وهناك أيضا بعض الصورة العالية الجودة للغاية من كاميرا مارس ريكونيسانس أوربيتر، هايرايز وهي ذات جودة مشابهة لتلك الخاصة بالمدن في جوجل إيرث.وأخيرا، هناك العديد من الصور البانورامية عالية الدقة من العديد من الذين هبطوا علي سطح المريخ، مثل رحلة المريخ الاستكشافية Rovers وسبيريت وأبورتيونيتي والني يمكن مشاهدتها بطرقة مماثلة جوجل ستريت فيو المثير للاهتمام ان الطبقات في جوجل إيرث (مثل الكثافة السكانية في العالم) يمكن أيضا تطبيقه علي المريخ.طبقات المريخ يمكن أن تطبق أيضا على الأرض.

### القمر
المقالة الرئيسية: جوجل القمر

واحدة من الهبوط على سطح القمر في جوجل ينظر إلى القمر

في 20 يوليو وكانت الذكري السنوية ال 40 لبعثة أبولو 11، قامت جوجل بتقديم نسخة جوجل إيرث من جوجل القمر. والتي تسمح للمستخدمين ان يعرض صور للقمر من القمر الصناعي.و كانت معلنة وموجهة لمجموعة من الضيوف المدعوين من قبل جوجل مع بز ألدرن في متحف نيوزيام في واشنطن العاصمة.

## التأثيرات
واجهة جوجل إيرث تحمل تشابها ملحوظ لبرنامج ‘إيرث‘ الذي وصف في كتاب الخيال العلمي الكلاسيكي لنيل ستيفنسون Snow Crash.في الواقع، إدعي المشاركين في تأسيس جوجل إيرث ان جوجل إيرث تم تصميمها بعد Snow Crash ، بينما ذكر مشارك في التأسيس آخر انها مستوحاه من الفيلم العلمي التعليمي القصير  Powers of Ten. في الواقع ان جوجل إيرث كانت مستوحاه جزئيا من فيلم تجريبي ل سيليكون غرافيكس يدعي "From Space to in Your Face" والذي يصور عن قرب من الفضاء إفي جبال الألب السويسرية ثم إلى ماترهورن. تم استضافت البث التجريبي عن طريق رسوم Onyx 3000 مع InfiniteReality4  والتي دعمت فيلم فصير عن الخرائط وكانت مستوحاه من hardware texture paging capability (بالرغم من عدم استخدامها لكليب رسم الخرائط) و"Powers of Ten".أول تطبيق لجوجل إيرث كان يدعي عارض الأرض Earth Viewer وخرج من Intrinsic Graphics كدليل علي برنامج كريس تانر المؤسس لتطبيق كليب رسم الخرائط بنظام التصفح وتم اتفصاله عن شركة كيهول. عارض الأرض كان الإدراك الحتمي المطلق لقدرات نظام texture paging والعديد من الأفراد العاملين علي عارض الأرض كانوا خريجين Silicon Graphics.

## المواصفات الفنية
النشر المفصل للمذكرات/ التاريخ وسجل التغيير تم من قبل جوجل.

### الصور والتنسيق
- نظام التنسيق والعرض
  - النظام الداخلي لتنسيق بغوغل إيرث هو التنسيق الجغرافي (خطوط الطول/خطوط العرض) في بيان النظام الجيوديسي العالمي لعام 1984 (WGS84).
  - جوجل إيرث تظهر الأرض علي أنها تبدو من مكان مرتفع مثل طائرة أو من مدار قمر صناعي. العرض المستخدم لتحقيق هذا التأثير كان يدعي المنظور العام. هذا مماثل لطريقة العرض الإملائية، إلا ان الهدف من المنظور هو مسافة محددة (قريبة من الأرض) أكثر منها كمسافة غير محدودة.
- أقل جودة للصورة.
  - الجمهورية التشيكية وسلوفاكيا 0.2 م
  - ألمانيا، سويسرا، هولندا، الدنمارك، المملكة المتحدة، أندورا، لكسمبرغ، ليختنشتاين، وسان مارينو ومدينة الفاتيكان: 1 متر أو أفضل
  - المجر & البلقان: 2.5 م (جودة متوسطة)
  - الولايات المتحدة: 1 م (باستثناء ألاسكا وهاواي)
  - على الصعيد العالمي: وبوجه عام 15 م (بعض الأماكن، مثل أنتاركتيكا، منخفضة للغاية في الجودة)، ولكن ذلك يعتمد على نوعية القمر الصناعي/ وتحميل الصورة الجوية.
- جودة نموذجية عالية
  - أوروبا: 0.3 م، 0.15 م) مثل برلين، زيورخ، هامبورغ (0.1 م براغ
  - الولايات المتحدة: 1 متر، 0.6 متر، 0.3 متر، 0.15 م) نادرة للغاية؛ مثل كامبردج وحرم جوجل الجامعي، أو غليندال)
- جودة من علي ارتفاع.
  - قريب من السطح: تتفاوت حسب البلد
  - قاع البحر: لا ينطبق علي السابق، ولكن بعد تقديم «المحيط» قدمت بيانات الارتفاع (علي ميزان لوني يقترب من عمق المحيط تمت طباعته علي سطح كروي من مناظر عالية الارتفاع).
- العمر: تختلف بيانات الصوربيانات الصور يمكن رؤيتها من ساحات صنعت عندما كانت تغطية DigitalGlobe متاحة.البيانات الموجودة بجانب معلومات حقوق النشر هي بيانات صور غير صحيحة.التكبير أو التصغير يمكن أن يغير من تاريخ هذه الصور. معظم تواريخ صور المناطق الحضرية الدولية منذ سنة 2004 ولم يتم تحديثها بعد.ومع ذلك، فإن معظم الصور الأمريكية الحالية محدثة. تعلن جوجل عن تحديثات الصور علي مدونتهم LatLong [35] على شكل مسابقات مع تلميحات بالأماكن المحدثة.الأجوبة تنشر بعد أيام في نفس المدونة.

### الأجهزة والبرمجيات
ليس من المرجح ان تعمل جوجل أيرث علي أجهزة مركبة أقدم.أحدث التحميلات المتاحة نسخة محفوظة 11 مارس 2009 على موقع واي باك مشين. توثق الحد الأدنى من تلك التركيبات:
- بنتيوم 3، 500 ميغاهرتز
- 128 MB RAM
- 12.7 ميغابايت من المساحة الخالية (400 ميغابايت لينكس)
- سرعة الشبكة: 128 كيلو بيت / ثانية
- 16MB 3D بطاقة قادرة علي الجرافيكس.
- جودة 1024x768، وألوان عالية 16 بت
- ويندوز إكس بي أو ويندوز 2000، ويندوز فيستا (لا يتوافق مع ويندوز Me)، ونظام تشغيل لينكس وماكX.

علي أرجح عند حدوث حالة فشل فإنه يكون بسبب ان ذاكرة كارت الجرافيكس غير كفؤ، البرنامج مصصم لتنبيه المستخدم لو ان كارت الجرافيكس لا يستطيع أن يدعم جوجل إيرث (و هذا يحدث غالبا نظرا لوجود ذاكرة كارت الجرافيكس غير كفؤ أو لوجود عيوب في مشغل كارت الجرافيكس)السبب التالي على الأرجح لحالة الفشل هي سرعة الإنترنت.باستثناء بعض الحالات، فأنه يتطلب broadband Internet(الخ...Cable, DSL, T1).

#### مواصفات لينكس
الحد الأدنى لمتطلبات النظام https://support.google.com/earth/answer/21955 Google Earth
- كيرنل 2.4 أو أحدث
- وحدة المعالجة المركزية: بنتيوم 3 500 ميغاهيرتز
- ذاكرة النظام (RAM): 128 MB
- القرص الصلب: 400 ميغابايت مساحة خالية
- سرعة الشبكة: 128 كيلو بيت / ثانية
- الشاشة: 1024x768، لون 16 بت
- مختبرة وتعمل مع التوزيعات التالية:

| - أوبونتو 5.10 أو الأحدث - أوبن سوزه 10.1 أو الأحدث - فيدورا كور(4) أو الأحدث - لينسباير5.1 - جنتو لينكس 2006.0 - دبيان 3.1/4 - ريد هات 9 | - سلاكوير 11.0 - فري بي إس دي 6.1/7.0 مع Linux Emulation - آرتش لينكس 0.7.2 - زاندروس 3.0.3 إصدار الأعمال - ماندريفا لينكس 2007 - Sabayon Linux 3.26 - بي سي لينكس أو إس 5.0 |

#### تصفح الإنترنت
كما في جوجل إيرث 5، محتويات بالونات الوصف (طريقة لإيصال البيانات للمستخدمين) والتي أنشئت من قبل KML مستخدما جافا سكريبت ووسم (لغة ترميز النص الفائق) ومعالجة بتزويدها بمحرك ويب كيت 

## النسخ والاختلافات

### الجدول الزمني للإصدار
- Keyhole Earthviewer 1.0 -

في 11 يوليو 2001
- Keyhole Earthviewer 1.4

في 2002

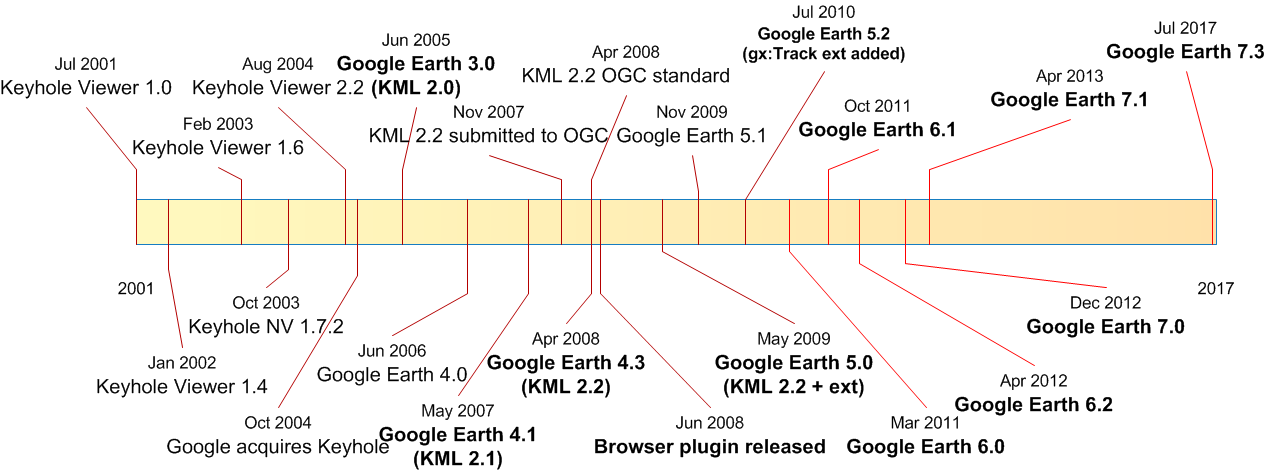
ويوضح الجدول الزمني للKML وتاريخ جوجل إيرث

- Keyhole Earthviewer 1.6 في فبراير 2003
- Keyhole LT 1.7.1 - في 26 أغسطس 2003
- Keyhole NV 1.7.2

- في 16 أكتوبر 2003
- Keyhole 2.2 - في 19 أغسطس 2004
- Google Earth 3.0 - في 28 يونيو 2005
- Google Earth 4.0 - في 11 يونيو 2006
- Google Earth 4.1 في 9 مايو 2007
- Google Earth 4.2 في 23 أغسطس 2007
- Google Earth 4.3 في 15 أبريل 2008
- Google Earth 5.0 في 5 مايو 2009

### نسخة ماك
تم إصدار نسخة من ماك أو أس عشرة في 10 يناير 2006 ومتاحة للتحميل من موقع جوجل إيرث.مع بعض الاستثناءات المذكورة أدناه، ويبدو أن ماك ذو ثبات وتكامل، مع نفس المهام كما في نسخة الويندوز الأصلية.
تم تسريب لقطات الشاشة والنسخة الثنائية لماك علي الإنترنت في 8 ديسمبر 2005.النسخة المسربة كانت غير مكتملة علي نحو كبير.و من بين أمور أخرى، لم تعمل وظيفة قائمة المساعدة أو «عرض الترخيص» الخاص بها، مما يدل علي ان النسخة كانت مخصصة للاستخدام الداخلي لجوجل فقط.لم تصدر جوجل أي تصريخ بخصوص هذا التسريب.
تعمل نسخة ماك فقط بنظام تشغيل ماك 10.4 أو الأحدث.لا يوجد أي متصفح مضمن، لا يوجد واجهة مباشرة ل جيميل ولا يوجد خيار كامل الشاشة.اعتبارا من كانون الثاني / يناير 2009 وهناك عدد قليل من مشاكل في البرنامج تتعلق ب شريط القائمة عند التحويل بين التطبيقات وبعض مشاكل البرنامج تتعلق ب بالونات الشرح والطباعة.
من النسخة 4.1.7076.4558 (تم اصدارها في 9 مايو 2007) ونظام تشغيل ماك X والأحدث أصبح من الممكن للمستخدمين ضمن ميزات جديدة أخرى ان يحدثوا البرنامج الي نسخة "Plus" عن طريق خيار في قائمة جوجل إيرث. بعض المتستخدمين أبلغوا عن وجود صعوبات مع تعطل جوجل إيرث وبعد ذلك في النسخة الحالية عند عمل تكبير.

### نسخة لينكس
بدءا من النسخة 4 بيتا وأصبح جوجل إيرث يعمل مع نظام تشغيل لينكس كمدخل رئيسي يستخدم كيو تي.هو برنامح مسجل الملكية الفكرية له وتحديدا من أجل فرض إدارة الحقوق الرقمية، مؤسسة البرمجيات الحرة. معتبرا تطوير عميل مجاني ملائم لجوجل إيرث هو أولوية قصوي لمشروع البرمجيات الحرة.

### نسخة نظام تشغيل iPhone
تم إصدار نسخة مجانية من نظام تشغيل iPhone والتي تدير كلا من آي فون وiPod الذي يعمل باللمس، في متاجر التطبيقات في 27 أكتوبر 2008. وهو يستفيد من واجهة لمس متعدد للتحرك علي الكرة الأرضية، والتكبير وتدوير الرؤية ويسمح باختيار المكان الحالي مستخدما نظام GPS المساعد المدمج في iPhone. ولكن تلك النسخة لا يوجد بها خاصية الطبقات مثلما يوجد في نسخ الكمبيوتر.مثل جوجل الخرائط، فأنه مدمج به فقط ويكيبيديا وطبقات Panoramio.

### جوجل إيرث Plus
تم حجب جوجل إيرث بلاس في ديسمبر 2008 كتحديث موجه للأفراد لدفع اشتراك لجوجل إيرث التي تزود العملاء بالميزات التالية، أغلبهم متاح الآن مجانا علي جوجل إيرث:
- النظام العالمي لتحديد المواقع المدمج: قراءة المسارات ونقاط الطرق من جهاز به جى بى إس. مجموعة متنوعة من تطبيقات الطرف الثالث أنشئت لكي توفر هذه الوظيفة لاستخدام النسخة الأساسية من غوغل إيرث عن طريق توليد ملفات KML أو KMZ على أساس محدد للمستخدم أو لسجل النقاط المرجعية الخاص بالمستخدم. غير أن غوغل إيرث بلس يقدم دعما مباشرا لخطوط إنتاج ماجلان وجارمن، اللذان معا يمتلكوا حصة كبيرة من سوق GPS.نسخة لينكس من تطبيق جوجل إيرث بلاس لا يشمل أي وظائف تحديدالمواقع.
- جودة أعلي في الطباعة
- دعم العملاء عبر البريد الإلكتروني.
- استيراد البانات: يقرأ عنوانين النقاط من ملفات CSV، محدد ب 100 نقطة/للعنوان.وثمة ميزة تسمح للطرق والمضلعات التفسيرية والتي يمكن تصديرها إلى كيه إم إل، والتي كانت متاحة فقط لمستخدمي بلاس، ولكن أصبحت مجانية في نسخة 4.0.2416.
- تحميل البيانات بسرعة أكبر

### جوجل إيرث برو
رسم الاشتراك السنوي سابقاً 400$، لكن لان أصبح مجاناً. جوجل إيرث برو هي نسخة مطورة من جوجل إيرث وموجهة إلى الأعمال ولها أكثر من وظيفة غير الموجودة في نسخة بلاس.وتتضمن نسخة برو برامج مضافة
```
مثل:
```

- صنع فيلم.
- استيراد بيانات نظم المعلومات الجغرافية.
- نماذج الطباعة المتقدمة.

في الأصل تكلف هذه الوظائف تكلفة اضافية أكثر من رسوم 400 دولار، ولكن في الآونة الأخيرة قد أدرجت في العرض.
وخلافا للنسخة المجانية من غوغل إيرث، النسخة المحترفة لا تعمل علي لينكس.

### مشروع جوجل إيرث
مشروع جوجل إيرث هو نسخة جوجل إيرث مصممة للاستخدام من قبل المنظمات التي يمكن أن تحتاج أعمالها ان تستفيد من قدرات البرنامج.

### النسخة المحمولة
أصبحت النسخة المحمولة من جوجل إيرث والتي صنعت ب في إم وير ثين آب ‏ متاحة. النسخة المحمولة للينكس متاحة أيضا، وذلك باستخدام شكلRUNZ.
نسخة السيارات
إصدار من برنامج Google Earth السيارات متاح في أودي A8 عام 2010.

## برنامج جوجل إيرث المساعد
جوجل إيرث API هي خدمة تجريبية مجانية، متاحة لأي موقع مجاني للعملاء علي شبكة الإنترنت.يسمح البلاج إن وال JavaScript API الخاصة به للمستخدمين بوضع نسخة من جوجل إيرث إلى صفحات ويب.لا يوجد ب ال API كل الوظائف للتطبيق الكامل لجوجل إيرث ولكنه لايزال يسمح لك ان تصمم تطبيق خريطة ثلاثية الأبعاد مطورة.
أصبح جوجل أيرث بلاج إن متاح حاليا للمتصفحات ونظم التشغيل التالية:
مايكروسوفت ويندوز (2000، إكس بي، وفيستا)
- جوجل كروم 1.0 +
- إنترنت إكسبلورر 6.0 +
- فايرفوكس 2.0 +
- 1.0 + Flock

نظام تشغيل أبل ماك - 10.4 والأحدث (انتل وباور بي سي)
- سفاري 3.1 +
- فايرفوكس 3.0 +

حتى الآن يدعم بلاج إن الطبقات التالية
- التضاريس
- الطرق
- المباني
- الحدود
- المباني ثلاثية الأبعاد بالرمادي (نسخة منخفضة الجودة لطبقة المباني)

كما أنها تدعم 'سكاي موود'، 'تراكيب الصور' وتقدم الكثير من شريط المعلومات والتحكم كتطبيق كامل.
- جوجل إيرث بلاج إن
- جوجل إيرث API

## جودة ودقة

الجزر سيلي تبين منخفضة جدا حل بعض الجزر. الجزر (المنطقة الخضراء) بعد حوالى 10 كم عبر. (وهذا هو الآن في تحسن.) [61

في الجانب الغربي من جبل طارق، ويميل رأي يظهر البحر ترتفع صخرة جبل طارق—ارتفاع المطالب البحر قبالة شاطئ Elliots التذكارية، 252 م هذا هو ثابت الآن. [62

معظم الأراضي في المناطق المغطاة بصور الأقمار الصناعية تكون بجودة حوالي 15 مترا لكل بكسل. تلك الصور فقيرة الجودة تكون من 30 م متعددة الأطياف Landsat والتي يجري بها تحسين جودة الصور«pansharpened» مع 15م لصور Landsat الأبيض في أسود>بينما يقوم جوجل بنشاط باستبدال تلك الصور فقيرة الجودة بصور2.5م سبوت إماج SPOTImage وعديد من ذو الجودة الأعلي المذكور أدناه في البيانات المجمعة.بعض المراكز السكانية تمت تغطيتها أيضا بصور من الطائرات اورتوفوتو بالعديد من البكسل لكل متر.والمحيطات تغطي بجودة أقل وكذلك عدد من الجزر، ولا سيما جزر سيلي في جنوب بريطانيا وكانوا بجودة حوالي 500م أو أقل، ولكن تم التوجيه إلى ذلك الآن.
قامت جوجل بحل الكثير من حالات عدم الدقة في رسم الخرائط منذ الإصدار الأصلي للبرنامح للجمهور، بدون طلب أي تحديث للبرنامج نفسه.مثال علي ذلك كان غياب حدود إقليم Nunavut في كندا من خرائط جوجل إيرث، وهو إقليم تم إنشائه في 1 أبريل سنة 1999، وتم تصليح هذا الخطأ عن طريق إحدي التحديثات في بداية سنة 2006.قامت آخر التحديثات بتغطية تفاصيل التصوير الجوي وبالأخص في بعض المناطق في غرب ووسط أوروبا.
لم يتم التقاط كل الصور في نفس الوقت ولكن بشكل عام تتراوح المدة بينهم إلى أقل من ثلاث سنوات.و لكن مع إصدار نسخة جوجل إيرث 5.0 أصبح لديها صور تاريخية يرجع تاريخها إلى سنة 1940 في بعض المواقع.في بعض الحالات لا يتم وضع بعض مجموعات الصور معا بشكل صحيح.يمكن ملاحظة تحديثات قاعدة البيانات الفوتوغرافية عندما يحدث تغيير جذري في مظهر من المناظر الطبيعية، تحديثات جوجل إيرث الغير مكتملة لنيو أورليانز في أعقاب إعصار كاترينا أو عندما تظهر تغيرات لعلامات موضعية غير متوقعة في أرجاء سطح الأرض.و إن لم تتحرك أي علامات موضعية في الواقع فإنه يتم تركيب وتكوين الصور بشكل مختلف.مثل تحديث صور لندن في بداية سنة 2006 محدثا تغييرات من 15-20 م في الكثير من المناطق، وهو ملحوظا لجودته العالية جدا.
أسماء الأماكن وتفاصيل الطرق تختلف بشدة من مكان إلى آخر.هم أكثر دقة في أمريكا الشمالية وأوروبا ولكن التحديث المنتظم للخرائط يحسن من التغطية في أماكن أخرى.
تحدث بعض الأخطاء أحيانا بسبب التقنيات المستخدمة لقياس ارتفاعات التضاريس، على سبيل المثال، تسببت المباني الشاهقة في أديليد بجعل جزء واحد من المدينة ان يبدو كأنه جبل صغير، بينما هو في الواقع مسطح.خلق ارتفاع برج إيفل نفس التأثير عند تصوير باريس أيضا وقبل إصدار نسخة 5.0 في فبراير 2009، بدت المرتفعات المنخفضة عن سطح البحر كأنها في مستوي سطح البحر، على سبيل المثال: مدينة سالتون بكاليفورنيا، ديث فالي Death Valley والبحر الميت تم تصنيفهم جميعا بارتفاع 0م بينما في الواقع تنخفض مدينة سالتون 38م، وديث فالي - 86م والبحر الميت-420 م.
حيث لا يوجد بيانات متاحة ل 3 arc second digital elevation،
لسيست كل الصور الثلاثية الأبعاد التي تغطي بعض المناطق ذات البروز العالي عالية الجودة، ولكن معظم المناطق الجبلية الآن يوجد لها خرائط جيدة.المسقط الرأسي الأساسي حل محل 3 arc seconds إلى أقصى الشمال وأعلي 3 arc seconds إلى أقصي الغرب. وذلك يعني ان بعض سلاسل الجبال شديدة الانحدار تظهر بصورة خاطئة ان لديها ظل ممتد فوق الجانبين المتواجهين الجنوبين.بعض صور عالية الجودة تم وضعها بصورة خاطئة أيضا، مثال علي ذلك هو الصورة التي تغطي Annapurna والتي تم وضعها بشكل خاطيء بحوالي 12 arc seconds.تم تحديث بيانات الممسقط الرأسي إلى جودة 10 متر (1/3-arc-second) في كثير من مناطق الولايات المتحدة والتي كانت سابقا بجودة 30 متر (1-arc-second).
تظهر وظيفة القياس ان طول خط الاعتدال يبلغ حوالي 40,030.24 كم، مما أدي إلى حدوث خطأ بنسبة 0.112% مقارنة بالقيمة الحقيقية التي تبلغ 40,075.02 من الأرض، وبالنسبة لجنوب محيط الدائرة فإن يظهر الطول بأنه يبلغ حوالي 39,963.1 كم، وأيضا أعطي مقياس خاطيء مقارنة بالقيمة الفعلية التي تبلغ 40,007.86 كم.
تم تحديث معظم القطب الجنوبي في 16 ديسمبر 2007 ليبلغ جودة 15م مستخدما صور من القمر الصناعي الأسترالي Mosaic (تم إضافة صور بجودة 1م لبعض أجزاء القطب الجنوبي في يونيو 2007)، بينما الغطاء الجليدي للقطب الشمالي غائب تماما من النسخة الحالية لجوجل إيرث، كما في أمواج المحيطات.وجدت صورة قطب شمالي الجغرافية تحوم فوق المحيط المتجمد الشمالي ونظام تقسيم الصور ينتج أشياء صناعية قرب القطب حيث أن تقسيمات الصور أصبحت صغيرة بشدة وتراكمت الأخطاء الرياضية.
تجعل تغطية السحاب والظلال من الصعب رؤية التفاصيل في بعض مناطق الأرض، بما في ذلك الظل الجانبي للجبال.

## النقد
تعرض البرنامج لعدد من الانتقادات من مجموعات ذات مصالح خاصة، بما في ذلك مصادر رسمية قومية
كنوع من أنواع انتهاك الخصوصيات بل وعلي أنه يشكل تهديدا علي الأمن القومي.و الحجة التقليدية ان البرنامج يقدم معلومات عن الجيش أو منِشآت حساسة والتي يمكن استخدامها بواسطة الإرهابيين.وفيما يلي مجموعة مختارة من هذه المخاوف :
- الرئيس الهندى السابق ايه بى جى عبد الكلام قد عبر عن قلقه من توافر صور عالية الدقة من المواقع الحساسة في الهند.[45] وافقت جوجل لاحقا على فرض رقابة على مثل هذه الأماكن.[46]
- ذكرت منظمة ابحاث الفضاء الهندية ان جوجل إيرث تشكل تهديد علي الهند وسعت لحوار مع مسئولي جوجل.[47]
- أعربت حكومة كوريا الجنوبية عن قلقها من أن البرنامج يوفر صورا لقصر الرئاسة والعديد من المنشآت العسكرية التي يمكن استخدامها من قبل جارتهم المعادية كوريا الشمالية.[48]
- في عام 2006، رصد مستخدم واحد نسخة طوبوغرافية مطابقة لمنطقة نائية في الصين.النموذج على نطاق صغير (1 / 500) نسخة من سلسلة جبال كاراكورام، التي تسيطر عليها حاليا الصين ولكن تطالب بها الهند. عندما تأكد لاحقا انها نسخة مطابقة من هذه المنطقة، بدأ المتفرجون التفكير في الأثار العسكرية.[49][50]
- مقدم خدمة الإنترنت الرئيسية المغرب ماروك تليكوم قام بحجب جوجل إيرث [51] منذ أغسطس 2006 لأسباب لم يفصح عنها.
- طلب مشغلين لوكاس هايتس المفاعل النووي في سيدني ونيو ساوث ويلز من جوجل ان تفرض رقابة على الصور عالية الدقة للمنشأة.[52] إلا أنها سحبت هذا الطلب لاحقا.[53]
- في يوليو / تموز 2007، تم الإبلاغ بأنه تم تصوير الغواصة النووية ذات الصواريخ البالستية Jin-class الجديدة الخاصة بالبحرية الصينية في قاعدة الغواصة Xiaopingdao في جنوب داليان.[54]
- في أكتوبر 2007، أبلغت الغارديان  ان'الجناح العسكري لشهداءالأقصى كانت تستخدم جوجل إيرث لتخطيط الهجوم بصواريخ القسام علي إسرائيل (انظر: قائمة هجمات صواريخ القسام)[55]
- اعترف المسلح الوحيد الناجي من هجمات مومباي 2008 انهم كانوا يستخدموت جوجل إيرث ليتعرفوا بأنفسهم علي المواقع والمباني التي استخدمت في الهجمات.[56]

أعرب بعض المواطنين عن قلقهم إزاء المعلوومات المصورة جويا والتي تصف ممتلكاتهم ومساكنهم ويتم نشرها بحرية. كما أن بعض السلطات القضائية قد ضمنت حق الفرد في الخصوصية مقابل حق الدولة في السرية وهذه نقطة استنتاجية ولكنها نقطة ثانوية. ربما وعلما بتلك الانتقادات كانت جوجل لفترة ما لديها المنطقة 51 (و التي كانت عالية الرؤية وسهل الوصول إلى ها) في ولاية نفيادا كنقطة موضوعية مجهزة سابقا عندما كانت جوجل إيرث تعمل لأول مرة.
نتيجة لضغوط من الولايات المتحدة للحكومة، تم حجب مقر إقامة نائب الرئيس من دائرة الرصد رقم واحد من خلال عمل pixelization لها علي جوجل إيرث وخرائط جوجل، ولكن تم رفعها منذ ذلك الحين.فائدة ذلك التقليل هو أمر مشكوك فيه، لأن الصور عالية الجودة والمسح الجوي للمتلكات متوفر علي مواقع أخرى في شبكة الإنترنت. وكانت كابيتول هيل أيضا pixelized بتلك الطريقة ولكن تم رفعها لاحقا.
عبر نقاد عن قلقهم حول استعداد جوجل لتعطيل مجموعة بياناتها لتقتصر فقط علي المصالخ الخاصة، معتقدين بأن حجب أي أرض يتعارض مع الهدف المعلن بالسماح للمستخدم بان «يشير ويكبر أي مكان يريد ان يكتشفه في الكوكب»
النسخ الأخيرة من غوغل إيرث تتطلب تشغيل برنامج في الخلفية يقوم تلقائيا بتنزيل وتثبيت التحديثات. أعرب العديد من المستخدمين عن قلقهم لعدم وجود طريقة سهلة لتعطيل ذلك.

## حقوق الطبع والنشر
حاليا، كل الصور التي أنشأتها جوجل إيرث مستخدمة بيانات القمر الصناعي المقدمة من جوجل إيرث هي خرائط محفوظة حقوق النشر والطبع.أي اشتقاق من جوجل إيرث يكون من بيانات محفوظة حقوق النشر والطبع والتي تكون تحت سيادة قانون النشر والطبع الخاص بالولايات المتحدة، ولا يجوز استخدامه إلا بموجب الرخصة المقدمة من جوجل.تسمح جوجل بالاستعمال الشخصي الغير تجاري للصور (على سبيل المثال، في المواقع الشخصية أو المدونات) طالما أن حقوق النشر والملكية محفوظة.
على النقيض من ذلك، الصور التي أنشئت عن طريق برنامج الكرة الأرضية وورلد ويند مستخدما بلو ماربل، لاندسات أو طبقة USGS، وكل منهم هو طبقة تضاريسية للملكية العامة. الأعمال التي أنشئتها وكالة حكومة الولايات المتحدة هي ملكية عامة بمجرد إنشائها.وهذا يعني أن هذه الصور يمكن تغييرها بحرية، وتستخدم ويعاد توزيعها لأغراض تجارية.

## الطبقات
يظهر جوجل إيرث أيضا العديد من الطبقات بوصفها مصدر لمعلومات في الأعمال ونقاط الاهتمام. وكذلك عرض المحتويات للعديد من المجتمعات، مثل ويكيبيديا، بانوراميو و[[:<a gtc:link="http://www.youtube.com/">YouTube</a>|يوتيوب]].تقوم جوجل إيرث بعمل تحديثات مع طبقات جديدة في كثير من الأحيان.
يتم تحديث العديد من طبقات جوجل إيرث مثل بطبقات مجتمع جوجل إيرث يوميا بمشاركات من تلك المواقع.

### الويب الجغرافي
- بانوراميو: يظهر العديد من الصور الأقرب صلة بالموضوع والتي يتم تحميلها علي موقع بانوراميو.
- ويكيبيديا: يعرض ملخصات لمقالات وكيبيديا والتي تكون غالبا خاصة بالأماكن والأحداث.
- الأماكن
  - الأماكن : نظرة عامة على العديد من الأماكن البارزة في جميع أنحاء العالم. بعض العلامات الموضعية التي تم أخذها من المقالات المميزة الخاصة بمجتمع جوجل إيرث وبعض مقالات وكيبيديا.[62]
  - معاينة : عرضت ملخصات قصيرة لبعض المحتويات في الطبقات.

 لو تمت إضافة طبقة جديدة فإن الطبقة التي يتم معاينتها سوف تظهر بدون تجهيز مسبق عند عملها في المرة القادمة.

### الطرق
تعرض شبكات الطرق المتاحة. الألوان والعلامات تعرض بتنوع طبقا لنوع الطريق.
- الطرق السريعة المحدود الدخول والطرق التي يدفع بها رسوم مرور والتي هي جزء من شبكات طرق واسعة الانتشار مثل شبكة الطريق الدولي E-road، والطريق السريع بين الولايات في الولايات المتحدة والعديد من شبكات الطرق الوطنية يتم تقديمهم بخطوط برتقالية.
- بعض الطرق السريعة الأخرى تقدم بخطوط برتقالية باهتة.
- بعض الطرق في اليابان تكون بلون أزرق.
- بعض الطرق المهمة الأخرى، عموما الأكثر استخداما في السفر، والأعلي سعة وتحمل رقم طريق تكون الخطوط صفراء.
- الطرق الأخرى خطوطها بيضاء.
- بعض الممرات الخاصة بالمشاة والطرق الخاصة يتم تمييزهم بخوط بيضاء شفافة، وخصوصا عندما يمثل إلى حد كبير طرق مخصصة لمرور السيارت العامة.

### المباني ثلاثية الأبعاد
يظهر العديد من المباني كشكل ثلاثي الأبعاد في المدن الكبري، مثل مدينة نيويورك أو هونج كونج، في تلك الأساليب:
- صور واقعية: تظهر العديد من المباني بشكلها الحقيقي بشكل معقد الأضلع وصور سطحية.
- الرمادي : النماذج القليلة التفاصيل لمباني المدن والتي تم تصميمها لحواسب ربما لا تملك القدرة علي عرض نماذج لصور واقعية.

### جوجل عارض الشوارع
و تظهر العلامات الموضوعية علي درجة 360 رؤية بانورامية لشوارع عدة مدن في أستراليا، كندا، فرنسا، إيطاليا، اليابان، نيوزيلندا، إسبانيا، الولايات المتحدة الأمريكية، ومؤخرا في المملكة المتحدة، وهولندا والهند.

### الحدود والعلامات
تحتوي علي حدود الدول والأقاليم وتعرض نقاط موضعية لمدن وبلدات.
- الحدود: وضع علامات علي الحدود الدولية بخط أصفر سميك. الحدود الإدارية ذات المستوي الأول (غالبا ما تكون أقاليم وولايات) بخط لونه خزامي، والحدود الإدارية ذات المستوي الثاني (المحافظات) بخط لونه سماوي. السواحل تظهر كخطوط

رفيعة صفراء يتم عرض أسماء البلدان، المناطق الإدارية ذات المستوي الأول والجزر.

- الأماكن المأهولة بالسكان: يعرض أسماء المدن والبلدات، القري والأماكن المزدحمة بالسكان والنجوع.
- الأسماء البديلة للأماكن : كثير من المدن في البلدان الغير إنجليزية سميت باسمها باللغة الوطنية لتجنب الحاجة إلى زيادة التمركز.

 هذه الطبقة تظهر مثل هذه الأسماء باللغة الإنجليزية.
- التسميات : يعرض أسماء المسطحات المائية الكبيرة مثل المحيطات والبحار والخلجان.

### حركة المرور
يعرض مؤشرات ملونة علي طول تلك الطرق حيث يمكن قياس حالة حركة المرور مباشرة.الأشارة الخضراء تستخدم لحالات المرور الجيدة، الصفراء للسرعة البطيئة والأحمر لحالات المرور السيئة.بالنقر على المؤشر، ويمكن للمستخدم رؤية اسم الطريق والسرعة على ذلك الطريق. غير معروف متي يتم تحديث المؤشرات.

### الطقس
- الغيوم - يعرض غطاء السحب استنادا إلى بيانات من كل من محطة الأرصاد والقمر الصناعي الأرضي المنخفض المدار.

 و تظهر السحب علي الإراتفاعات المحسوبة محددة عن طريق قياس درجة الحرار الأعلي للسحاب بالنسبة لدرجة حرارة السطح. 
- الرادار - يعرض بيانات عن الرادار الخاص بالطقس المقدم من weather.com وخدمات الطقس الدولية، ويتم تحديثه كل 5-6 دقائق. [63]
- الظروف والتوقعات الجوية -عرض درجات الحرارة المحلية والظروف المناخية. النقر على مؤشر يعرض كامل التوقعات المحلية المقدمة من weather.com. [63]
- المعلومات - النقر علي معلومات تسمح للمستخدمين بمواصلة القراءة عن من أين يحصل جوجل إيرث علي معلومات الطقس. [63]

### معرض الصور
- روما القديمة: تم إصدارها من جوجل في 12 نوفمبر 2008
- شبكات ديسكفري:  تعرض معلومات جغرافية من قناة ديسكفري.
- وكالة الفضاء الأوروبية : تعرض الكثير من صور الأقمار الصناعية التي اتخذت من الأرض.
- صور Gigapan: صور من مشروع Gigapan الخاص بجوجل.
- صور جيجا بيكسل  [لغات أخرى]‏: صور تم أخدها مستخدما جيجابيسكل.
- كتاب جوجل للبحث: تطبيق خاص بكتاب جوجل للبحث في جوجل إيرث.
- مجتمع جوجل إيرث: عرض جميع ملفات المدخلات في مجتمع جوجل إيرث.
- أخبار جوجل: يعرض القصص الإخبارية من مصادر الأنباء العالمية.
- ناسا: عرض لكثير من صور الأقمار الصناعية، الغطائات والرسومات من ناسا.
- مجلة ناشيونال جيوغرافيك: يعرض الكثير من ملامح مجلة ناشيونال جيوجرافيك.
- نيويورك تايمز : مجموعة من القصص الإخبارية من  الصحيفة الشعبية في مدينة نيويورك.
- الخرائط التاريخية Rumsey : يعرض مجموعة من الخرائط التاريخية، التي يعود تاريخها إلى 1600.
- السفر والسياحة
  - 100 ٪ نيوزيلندا
  - سياحة مصر
  - سياحة اليابان
  - سياحة كيوتو
  - سياحة جنوب أفريقيا
  - تيرن هير : دليل فيديو للمدينة
  - منتجع عالم والت ديزني
- تريمبل أوت دوور تريبس: مجموعة من ممرات المشي مع التسجيلات.
- البراكين
- Webcams.travel : مجموعة من كاميرات الويب في جميع أنحاء العالم
- [[:<a gtc:link="http://www.youtube.com/">YouTube</a>|YouTube]] : مجموعة من أشرطة الفيديو الشهيرة على يوتيوب.

### المحيط
- استكشاف المحيطات
- الجمعية الجغرافية الوطنية
  - مجلة المسابقة
  - أطلس المحيطات
- بي بي سي إيرث
- كوستو محيطات العالم
- رياضات المحيط
  - مواقع التزحلق
  - مواقع الغوص
  - مواقع التزحلق الشراعي
- حطام السفن
- بعثات المحيط
- مناطق المحميات البحرية
- أركيف: الأنواع المعرضة للخطر في المحيط.
- حالة المحيط
- تتبع الحيوانات
- تعداد الحياة البحرية
- خريطة ماري ثارب تاريخية
- ميزات تحت الماء

### الوعي العالمي
مجموعة من الخدمات تنشر الوعي العالمي. تم تقدم الطبقة من قبل جوجل إيرث اوتريتش.
- الآبالاش إزالة قمم جبال
- أركيف: الأنواع المعرضة لخطر الانقراض
- بعثات رصد الأرض.
- برنامج التجارة العادلة
- الصندوق العالمي للتراث
- السلام الأخضر
- جين غودال / غومبي شمبانزي مدونة
- الأرض من أعلي مع جودبلانت
- الحكماء : كل إنسان له حقوق
- برنامج الأمم المتحدة الإنمائي: رصد الأهداف الإنمائية للألفية
- برنامج الأمم المتحدة للبيئة: أطلس بيئتنا المتغيرة
- اليونيسيف: المياه والصرف الصحي
- USHMM : العالم شاهد
- USHMM : الأزمة في دارفور
- المساعدة بالمياه
- الصندوق العالمي للطبيعة مشاريع الحفظ

### أماكن ذات أهمية
مجموعة من قوائم الشركات التي قدمها العديد من الخدمات المحلية.
- البارات/ النوادي
- المقاهي
- المطاعم
- السكن
- البنوك / أجهزة الصراف الآلي
- محطات الوقود
- محلات البقالة
- محلات بيع التجزئة الرئيسية
- محلات تأجير الأفلام/ دي في دي
- الصيدليات
- مراكز التسوق
- ميزات جغرافية
- الجولف
- الحدائق ومناطق الترفيه
- أماكن الرياضة
- التزلج (جبال الالب السويسرية فقط)
- النقل
  - المطارات
  - السكك الحديدية
  - مترو الأنفاق
  - الترام
  - حافلة
  - العبارة
  - السكك الحديدية الجبلية
- أماكن السياحة
- المطافي
- المستشفيات
- المدارس
- أماكن العبادة
  - الكنائس
  - المعابد
  - المساجد
  - المعابد
  - غيرها من أماكن العبادة
  - المقابر

### طبقات السماء
طبقات لجوجل سكاي.
- مرحبا بك في السماء : (أ) مقدمة إلى شكل السماء.
- أحداث السماء الجارية.
  - الأرض والسماء Podcasts
  - Hubblecast
  - StarDate من قبل جامعة تكساس
  - VOEventNET
- نظامنا الشمسي : يعرض المواقع والمدارات ومعلومات من المجموعة الشمسية.
- علم الفلك الساحة الخلفية  : يظهر من المعلومات حول الأبراج الفضائية وغيرها من المعالم وضوحا من تلسكوب الفناء الخلفي.
- المراصد المميزة
  - معرض هابل 
  - معرض سببيتزر انفراريد
  - مستكشف تطور المجرات Ultraviolet Showcase

- -  معرض شاندرا للأشعة السينية 
  - مسبار ويلكينسون لقياس اختلاف الموجات الراديوية
  - إبراس الأشعة تحت الحمراء سكاي
- مركز التعليم
  - سلسترون SkyScout الصوتي
  - السياحة الافتراضية
  - دليل المستخدم للمجرات
  - حياة نجم
- خرائط سكاي التاريخية
  - نجمة خرائط Rumsey
  - Hevelius أبراج
- مجتمع سكاي : أرسل ملفاتكيه إم إل في منتدي سكاي في مجتمع جوجل إيرث.

### طبقات المريخ
- تظهر صور الأقمار الصناعية
- أسماء الأماكن
- الخرائط العالمية
- صور مركبة فضائية
- معرض المريخ
  - المتجولون والأرضيون
  - دليل المسافر إلى المريخ

### الصورة التي تقدم
- DigitalGlobe—مقدم عالية جوجل صور لكوكب الأرض
- GeoEye - 1 (ORBVIEW قال خليفة - 3)
- غلوب إكسبلورر
- المركز الوطني للدراسات الفضائية

## روابط إضافية

### الرسمية والمواقع ذات الصلة
- مسؤول موقع جوجل الأرض—الموقع الرسمي
- جوجل LatLong—أخبار ومذكرات من جوجل الأرض والخرائط فريق

### أدلة ومعلومات غير رسمية
- جوجل الأرض نسخة محفوظة 13 يوليو 2010 على موقع واي باك مشين. : نصائح وانسايت جوجل لمستخدمي الأرض
- مدونة جوجل الأرض : جوجل الأرض الأخبار وآخر المستجدات
- زيارة المعالم السياحية جوجل—دليل للاهتمام ومشاهد غير عادية
- غمزة أرض—أرض موقع أخبار جوجل رسم الاستخدامات المبتكرة والسياسية المترتبة على غوغل الأرض

### موضعية وتراكب
- وبرز في صحيفة وول ستريت جورنال.
- جوجل الأرض المأجورون—جمع أكثر من 25,000 صورة للاستخدام مع جوجل الأرض
- كلية الملك لندن مجموعة من قواعد البيانات KML
- STScI المجتمع مساهمات موقع سكاي
- جوجل الأرض العيوب—صور القمر الصناعي للتوثيق العلمي بما في التلة مواقع الشذوذ المواقع والمعالم التعميم غير المبررة عبر جوجل الأرض

### معدات
- GeoServer نسخة محفوظة 2 مارس 2008 على موقع واي باك مشين.—خادم لتوليد KML من Shapefiles، ArcSDE، أوراكل، PostGIS، MySQL، GeoTiff، ArcGrid، مع تقديم الدعم لشبكة الروابط superoverlays، والوقت المخصص النوافذ المنبثقة.
- GPSVisualizer—هل تحويل بيانات النظام العالمي لتحديد المواقع من أجل استخدامها في جوجل الأرض.
- GoogleEarthToolbox[وصلة مكسورة]—Matlab & أوكتاف وظائف الإنتاج KML.